# Lauro Chaman
Lauro César Chaman (Araraquara, 25 juni 1987) is een Braziliaans wielrenner en paralympiër.

## Carrière
Op 10 juni 2011, tijdens de wereldbeker in Cantimpalos, testte Chaman positief op methylhexanamine, amfepramon, norandrosteron, noretiocholanolon en mefentermine, wat hem een schorsing van twee jaar opleverde.
In 2016 maakte hij deel uit van de Braziliaanse selectie voor de Paralympische Spelen in Rio de Janeiro. In de tijdrit in de klasse C5 behaalde hij, achter Jehor Dementjev en Alistair Donohoe de bronzen medaille. Drie dagen later werd hij achter Daniel Abraham Gebru tweede in de wegwedstrijd in de klasse C4-5. Eerder dat jaar was hij al negende geworden op het nationale kampioenschap tijdrijden.
In 2018, 2021 en 2022 werd hij Braziliaans kampioen tijdrijden bij de elite. Dit zijn tevens zijn enige officiële profoverwinningen.

## Overwinningen
2018
 Braziliaans kampioen tijdrijden, Elite
2021
 Braziliaans kampioen tijdrijden, Elite
2022
 Braziliaans kampioen tijdrijden, Elite

## Ploegen
- 2014 –  Memorial-Prefeitura de Santos
- 2017 –  Soul Brasil Pro Cycling Team
- 2023 –  Swift Carbon Pro Cycling Brasil

Affonso · Almeida · Cardoso · Chaman · Chamorro · Godoy · Gohr · Machado · Morais · Nazaret · Nicácio · Pinheiro · Pires · Ranghetti · D. Silva · L. Silva · Simón